# Subprefettura di São Mateus
La Subprefettura di São Mateus è una subprefettura (subprefeitura) della zona orientale della città di San Paolo in Brasile, situata nella zona amministrativa Est 1.

## Distretti
- São Mateus
- São Rafael
- Iguatemi